# Дюран, Пьер
Пьер Дюран (фр. Pierre Durand; род. 16 февраля 1955[…], Сен-Сёрен-Сюр-Л'Иль) — бывший французский спортсмен-конник. Олимпийский чемпион 1988 года. 
Дюран участвовал в летних Олимпийских играх 1988 года в Сеуле, где завоевал золотую медаль в индивидуальных соревнованиях по конкуру, а также бронзовую медаль в командном зачёте. 
В фильме Кристиана Дюгея «Большие скачки», рассказывающем о его отношениях с конём Жапплу, вместе с которым Дюран выиграл Олимпиаду, его роль исполнил известный актёр Гийом Кане. В то же время сам Пьер Дюран подал в суд на продюсеров кинокартины за неправомерное использование бренда  Jappeloup.